# Championnat du Ghana de football 1960
Navigation
Saison précédente Saison suivante
La saison 1960 du Championnat du Ghana de football est la troisième édition de la première division au Ghana, la Premier League. Elle regroupe, sous forme d'une poule unique, les huit meilleures équipes du pays qui se rencontrent deux fois, à domicile et à l'extérieur. Il n'y a ni promotion, ni relégation en fin de saison.
C'est le club d'Eleven Wise qui remporte le championnat cette saison après avoir terminé en tête du classement final, avec deux points d'avance sur le tenant du titre, Asante Kotoko et cinq sur Hearts of Oak. C'est à ce jour l'unique titre de champion du Ghana de l'histoire du club.

## Les clubs participants
| - Hearts of Oak - Asante Kotoko - Cornerstones - Great Olympics | - Eleven Wise - Sekondi Hasaacas - Mysterious Dwarfs - Venomous Vipers |

## Compétition
Le barème de points servant à établir les classements se décompose ainsi :
- Victoire : 2 points
- Match nul : 1 point
- Défaite : 0 point

### Classement
| Rang | Équipe            | Pts | J  | G  | N | P  | Bp | Bc | Diff |
| ---- | ----------------- | --- | -- | -- | - | -- | -- | -- | ---- |
| 1    | Eleven Wise       | 22  | 14 | 10 | 2 | 2  | 36 | 16 | +20  |
| 2    | Asante Kotoko'T'C | 20  | 14 | 10 | 0 | 4  | 52 | 24 | +28  |
| 3    | Hearts of Oak     | 17  | 14 | 8  | 1 | 5  | 38 | 23 | +15  |
| 4    | Cornerstones      | 15  | 14 | 7  | 1 | 6  | 23 | 19 | +4   |
| 5    | Great Olympics    | 14  | 14 | 6  | 2 | 6  | 28 | 24 | +4   |
| 6    | Sekondi Hasaacas  | 11  | 14 | 4  | 3 | 7  | 18 | 31 | -13  |
| 7    | Venomous Vipers   | 9   | 14 | 3  | 3 | 8  | 19 | 36 | -17  |
| 8    | Mysterious Dwarfs | 4   | 14 | 1  | 2 | 11 | 18 | 38 | -20  |

|  | Champion du Ghana 1960                                 |
|  | T : Tenant du titre C : Vainqueur de la Coupe du Ghana |

## Bilan de la saison
| Championnat du Ghana de football 1960 |                         |
| Champion                              | Eleven Wise (1er titre) |
| Coupes et trophées                    |                         |
| Vainqueur de la Coupe du Ghana 1960   | Asante Kotoko           |